# Пам'ятки архітектури Долинського району (Кіровоградська область)
У Долинському районі Кіровоградської області на обліку перебуває 11 пам'ятка архітектури.
| № пп | Найменування пам’ятки                        | Датування  | Місцезнаходження пам’ятки | Охорон. номер |
| ---- | -------------------------------------------- | ---------- | ------------------------- | ------------- |
| 1    | Будинок залізничного вокзалу                 | д.п.19 ст. | м. Долинська              | 185-Кв        |
| 2    | Будинок депо залізничної станції             | д.п.19 ст. | м. Долинська              | 186-Кв        |
| 3    | Будинок товарної контори залізничної станції | д.п.19 ст. | м. Долинська              | 187-Кв        |
| 4    | Водонапірна башта                            | к.19 ст.   | вул. Лазарева             | 188-Кв        |
| 5    | Житловий будинок                             | к.19 ст.   | вул. Лазарева, 2          | 189-Кв        |
| 6    | Житловий будинок                             | к.19 ст.   | вул. Лазарева, 3          | 190-Кв        |
| 7    | Житловий будинок                             | к.19 ст.   | вул. Лазарева, 4          | 191-Кв        |
| 8    | Житловий будинок                             | 1900 р.    | вул. Лазарева, 10         | 193-Кв        |
| 9    | Житловий будинок                             | п.19 ст.   | вул. Лазарева, 11         | 194-Кв        |
| 10   | Амбулаторія                                  | 1908 р.    | вул. Лазарева, 13         | 195-Кв        |
| 11   | Дендрологічний парк „Веселі Боковеньки”      | 1893 р.    | с. Іванівка               | ЗДП 6-564     |
|      |                                              |            |                           |               |